# Лапшинська (селище залізничної станції)
Лапшинська (рос. Лапшинская) — залізнична станція у Котовському районі Волгоградської області Російської Федерації.
Населення становить 790 осіб. Входить до складу муніципального утворення Лапшинське сільське поселення.

## Історія
Населений пункт розташований у межах українського історичного та культурного регіону Жовтий Клин.
Згідно із законом від 22 грудня 2004 року № 974-ОД органом місцевого самоврядування є Лапшинське сільське поселення.

## Населення
| 1911 | 1926 | 2010 |
| ---- | ---- | ---- |
| 79   | ↗249 | ↗790 |